# ولاية قرص
وِلَايَةُ قَرْص (بالتركية: Kars ili؛ وبالكردية: پارێزگای قەرس) من ولايات شرقي الأناضول في تركيا وعاصمتها قرص. تبلغ مساحتها 9،594 كم² وتبلغ عدد سكانها 288،878 نسمة، وهم خليط من الكرد والأرمن الأتراك والأذر، ويبلغ معدل الكثافة السكانية 30.59/كم².